# Schönberg (Bayerische Voralpen)
Der Schönberg ist ein 1620 m ü. NHN hoher Berg in den Tegernseer Bergen, einer Untergruppe der Bayerischen Voralpen.
Der Gipfel ist von Lenggries aus erreichbar (einfache Wanderung). Der Schönberg wird auch im Winter gerne mit Skiern oder Schneeschuhen bestiegen. In der Mulde nordöstlich des Gipfels liegt die Rauhalm (1400 m), die im Sommer als Alm und im Winter als Selbstversorgerhütte von der Sektion München des Deutschen Alpenvereins genutzt wird. An den Hängen des Schönbergs entspringen der Almbach, der Winkelbach und der Klaffenbach.